# منتخب البرازيل لدوري الرغبي
منتخب البرازيل الوطني لدوري الرغبي هو ممثل البرازيل الرسمي في المنافسات الدولية في الرغبي .